# UEFA
Uniunea Asociațiilor Europene de Fotbal (Union of European Football Associations în limba engleză), denumită aproape întotdeauna prin acronimul UEFA, este corpul administrativ și de control al fotbalului european. UEFA reprezintă asociațiile naționale de fotbal ale Europei, organizează competiții pan-europene la nivel de club și de echipe naționale, și are control asupra remunerațiilor financiare, regulamentelor și drepturile media asupra acestor competiții. Mai multe asociații fotbalistice naționale care se află din punct de vedere geografic în Asia aparțin de UEFA și nu de AFC (Confederația Asiatică de Fotbal), inclusiv Israelul și Kazahstanul.
UEFA este una dintre cele șase confederații continentale ale FIFA. Dintre toate, este de departe cea mai puternică din punct de vedere financiar și al influenței asupra jocului pe glob. Practic toți jucătorii de top pe plan mondial joacă în ligile europene datorită salariilor plătite de cele mai bogate cluburi de fotbal din lume, în special în Anglia, Italia, Spania și Germania. Multe dintre cele mai puternice echipe naționale din lume sunt din zona UEFA. Din cele 32 de locuri disponibile în Campionatul Mondial de Fotbal 2006, 14 sunt alocate echipelor naționale UEFA.
UEFA a fost fondată la 15 iunie 1954 la Basel, Elveția după discuții între Federația Franceză de Fotbal, Federația Italiană de Fotbal și Federația Belgiană de Fotbal. Sediul a fost stabilit la Paris, până în 1959 când a fost mutat la Berna. Henri Delaunay a fost primul secretar general iar Ebbe Schwartz președinte. Centrul său administrativ este începând cu 1995 în orașul Nyon, Elveția. Inițial alcătuită din 25 de asociații naționale, astăzi are 53 de membri (vezi în josul paginii)
UEFA, ca reprezentantă a asociațiilor naționale, a avut mai multe conflicte cu Comisia Europeană. În anii 1990, problemele legate de drepturile de televizare și în special de transferurile internaționale, au fost modificate radical pentru a se conforma legislației europene.

## Competiții UEFA
UEFA este responsabilă de tot fotbalul european inclus și cel de tineret, cel feminin și Futsal-ul.

### Competiții pentru echipele de națională

#### Existente
- Campionatul European de Fotbal, căruia prima ediție s-a desfășurat în bileniul 1958/60; primele două ediții (1960 și 1964) sunt cunoscute și cu numele de Cupa Europeană pe Națiuni. Primele cinci ediții s-au desfășurat cu formula finalei la patru într-o țară: a 2-a și a 3-a au fost câștigate de țările gazdă (1964, Spania, contra URSS-ului; 1968, Italia, contra Iugoslaviei); însă prima care s-a desfășurat în Franța a fost câștigată de URSS care a bătut în finală Iugoslavia, a 4-a, din Belgia a fost câștigată de Germania de Vest care a bătut în ultimul act pe URSS.

A 5-a ediție s-a desfășurat în Iugoslavia în 1976 care a fost câștigată de Cehoslovacia (în finală contra Germaniei de Vest). Din 1980 campionatul a văzut opt echipe la faza finală. S-a desfășurat în Italia și la câștigat Germania de Vest în finală contra Belgiei. În 1984 a fost Franța, echipa câștigătoare contra Spaniei. În 1988, în Germania de Vest, Țările de Jos câștigând primul său campionat european învingând în finală pe URSS.
În 1992, Suedia și Danemarca au fost introduse în această competiție (după puține zile de la începerea campionatului) în locul Iugoslaviei (descalificată din cauza războiului civil). În grabă a fost aleasă echipa cu cei 22 de participanți (jucători, aproape toți în vacanță, au fost chemați din locurile de odihnă) și au câștigat neașteptat finala cu Germania, campioana mondială la acel moment,scor 2-0. Din 1996 formula a fost schimbată și campionatul are acum 16 echipe la faza finală. În acea ediție ce a fost găzduită în Anglia, Germania a învins în finală Republica Cehă.
În 2000, prima ediție au găzduit două țări turneul: Țările de Jos și Belgia, Italia pierzând cupa în ultima secundă contra Franței. Ediția din 2004 a fost câștigată de Grecia, ce a câștigat învingând Portugalia, echipa gazdă. Ediția din 2008 s-a ținut în Elveția și Austria, terminându-se cu triumful Spaniei. Ediția din 2012 s-a ținut din nou de două țări, în Ucraina și Polonia, câștigând iar Spania, iar ediția din 2016, găzduit de Franța, Portugalia câștigă în fața gazdei.
- Campionatul European de Fotbal Under-21 - s-a desfășurat prima dată în 1976-78, câștigat de Iugoslavia. Pentru prima dată în acei ani, campionatul era rezervat jucătorilor naționalelor Under-23. Ultima ediție (2006-07) a fost câștigat de Țările de Jos.
- Campionatul European de Fotbal sub 19 ani - s-a desfășurat prima dată în 2002, câștigat de Anglia.
- Campionatul European de Fotbal sub 17 - s-a desfășurat prima dată în 1982, câștigat de Italia.
- Campionatul European de Fotbal Feminin
- Campionatul European de Fotbal Feminin sub 19
- Campionatul European de Futsal - s-a desfășurat prima dată în 1996 în Spania, a văzut o mare supremație a echipei-gazdă, Spaniei care a câștigat trei dintre primele cinci ediții. Următoarea ediție s-a desfășurat în luna noiembrie 2007 la Porto, Portugalia.
- Campionatul European de Futsal sub 21 - s-a desfășurat prima dată la Sankt Petersburg în 2008.
- Campionatul European de Futsal sub 17 - prima ediție în 1980-1982, câștigat de Italia. Echipa campioană în prezent este Turcia.

#### Defuncte
- Cupa Intercontinentală

### Competiții pentru echipele de club

#### Existente
- Liga Campionilor UEFA
- UEFA Europa League
- Supercupa Europei
- UEFA Conference League

#### Defuncte
- Cupa Cupelor UEFA
- Cupa UEFA Intertoto
- Cupa Intercontinentală
- Cupa UEFA

## Națiuni UEFA
1. Albania - Federata Shqiptarë Futbollit (1954)
2. Andorra - Federació Andorrana de Futbol (1994)
3. Anglia - Federația Engleză de Fotbal (1954)
4. Armenia - Football Federation of Armenia (1993)
5. Austria - Österreichischer Fussball-Bund (1954)
6. Azerbaidjan - Azərbaycan Futbol Federasiyaları Assosiasiyası (1994)
7. Belgia - Union Royale Belge del Societes de Football Association (1954)
8. Belarus - Football Federation of Belarus (1993)
9. Bosnia și Herțegovina - Fudbalski Savez Bosne i Hercegovine (1996)
10. Bulgaria - Bulgarski Futbolen Soius (1954)
11. Cipru - Cyprus Football Association (1962)
12. Croația - Hrvatski Nogometni Savez (1992)
13. Danemarca - Dansk Boldspil Union (1954)
14. Elveția - Associazione Svizzera di Football (1954)
15. Estonia - Eesti Jalgpalli Liit (1992)
16. Insulele Feroe - Fótbóltssamband Føroya (1990)
17. Finlanda - Suomen Palloliitto (1954)
18. Franța - Fédération Française de Football (1954)
19. Georgia - Georgian Football Federation (1992)
20. Germania - Deutscher Fußball-Bund (1954)
21. Grecia - Hellenic Football Federation (1954)
22. Irlanda- The Football Association of Ireland (1958)
23. Irlanda de Nord - The Irish Football Association (1954)
24. Islanda - Knattspyrnusamband Íslands (1954)
25. Israel - HaHitakhdut leKaduregel beYisrael (1994)
26. Italia - Federația Italiană de Fotbal (1954)
27. Kazahstan - Football Federation of Kazakhstan (2002)
28. Letonia - Latvijas Futbola Federācija (1992)
29. Liechtenstein - Liechtensteiner Fussballverband (1992)
30. Lituania - Lietuvos futbolo federacija (1992)
31. Luxemburg - Fédération Luxembourgeoise de Football (1954)
32. Macedonia - Football Federation of Macedonia (1994)
33. Malta - Malta Football Association (1960)
34. Moldova - Federația Moldovenească de Fotbal (1993)
35. Muntenegru - Fudbalski savez Crne Gore (2007)
36. Norvegia - Norges Fotballforbund (1954)
37. Țările de Jos - Koninklijke Nederlandsche Voetbal Bond (1954)
38. Polonia - Polski Związek Piłki Nożnej (1955)
39. Portugalia - Federação Portuguesa de Futebol (1954)
40. Republica Cehă - Fotbalová asociace České republiky (1994)
41. România - Federația Română de Fotbal (1954)
42. Rusia - Rossiyskiy Futbolniy Soyuz (1992)
43. San Marino - Federația de Fotbal din San Marino (1988)
44. Scoția - The Scottish Football Association (1954)
45. Serbia - Fudbalski Savez Srbije (1954)
46. Slovacia - Slovenský futbalový zväz (1993)
47. Slovenia - Nogometna zveza Slovenije (1992)
48. Spania - Real Federación Española de Fútbol (1954)
49. Suedia - Svenska Fotbollförbundet (1954)
50. Turcia - Türkiye Futbol Federasyonu (1962)
51. Țara Galilor - The Football Association of Wales (1954)
52. Ucraina - Football Federation of Ukraine (1992)
53. Ungaria - Magyar Labdarúgó Szövetség (1954)

NB: Federațiile scrise în albastru îngroșat sunt cele care au aderat la UEFA în anul fondării sale (1954).

### Echipele participante la faza finală a Campionatului Mondial
Următorii membri UEFA au concurat la FIFA World Cup. Echipele sunt sortate după numărul de apariții.
Legenda
- 1-a – Campioană
- 2nd – A 2-a clasată
- 3rd – A 3-a clasată
- 4th – A 4-a clasata
- ES – eliminată din Sferturi de finală
- EO – eliminată din Optimi de finală
- EG – eliminată din Grupe
- nimic - Nu a participat

| echipa       | 1930 | 1934 | 1938 | 1950 | 1954 | 1958 | 1962 | 1966 | 1970 | 1974 | 1978 | 1982 | 1986 | 1990 | 1994 | 1998 | 2002 | 2006 | 2010 | Total |
| ------------ | ---- | ---- | ---- | ---- | ---- | ---- | ---- | ---- | ---- | ---- | ---- | ---- | ---- | ---- | ---- | ---- | ---- | ---- | ---- | ----- |
| Italia       |      | 1-a  | 1-a  | EG   | EG   |      | EG   | EG   | 2nd  | EG   | 4th  | 1-a  | EO   | 3rd  | 2nd  | ES   | EO   | 1-a  | EG   | 17    |
| Germania1    |      | 3rd  | EG   |      | 1-a  | 4th  | ES   | 2nd  | 3rd  | 1-a  | ES   | 2nd  | 2nd  | 1-a  | 3rd  | 4rd  | 2nd  | 3rd  | 3rd  | 17    |
| Franța       | EG   | EG   | EG   |      | EG   | 3rd  |      | EG   |      |      | EG   | 4th  | 3rd  |      |      | 1-a  | EG   | 2nd  | EG   | 13    |
| Anglia       |      |      |      | EG   | ES   | EG   | ES   | 1-a  | ES   |      |      | EO   | ES   | 4th  |      | EO   | ES   | ES   | 'EO  | 13    |
| Suedia       |      | ES   | 4th  | 3rd  |      | 2nd  |      |      | EG   | ES   | EG   |      |      | EG   | 3rd  |      | EO   | EO   |      | 11    |
| Belgia       | EG   | EG   | EG   |      | EG   |      |      |      | EG   |      |      | EO   | 4th  | EO   | EO   | EG   | EO   |      |      | 11    |
| Serbia2      | 4th  |      |      | EG   | ES   | ES   | 4th  |      |      | ES   |      | EG   |      | ES   |      | EO   |      | EG   | EG   | 11    |
| Cehia3       |      | 2nd  | ES   |      | EG   | EG   | 2nd  |      | EG   |      |      | EG   |      | ES   |      |      |      | EG   |      | 9     |
| Ungaria      |      | ES   | 2nd  |      | 2nd  | EG   | ES   | ES   |      |      | EG   | EG   | EG   |      |      |      |      |      |      | 9     |
| Rusia4       |      |      |      |      |      | ES   | ES   | 4th  | ES   |      |      | EO   | EO   | EG   | EG   |      | EG   |      |      | 9     |
| Elveția      |      | ES   | ES   | EG   | EO   |      | EG   | EG   |      |      |      |      |      |      | EO   |      |      | EO   |      | 8     |
| Scoția       |      |      |      |      | EG   | EG   |      |      |      | EG   | EG   | EG   | EG   | EG   |      | EG   |      |      |      | 8     |
| Polonia      |      |      | EG   |      |      |      |      |      |      | 3rd  | ES   | 3rd  | EO   |      |      |      | EG   | EG   |      | 7     |
| Bulgaria     |      |      |      |      |      |      | EG   | EG   | EG   | EG   |      |      | EO   |      | 4th  | EG   |      |      |      | 7     |
| România      | EG   | EG   | EG   |      |      |      |      |      | EG   |      |      |      |      | EO   | ES   | EO   |      |      |      | 7     |
| Austria      |      | 4th  |      |      | 3rd  | EG   |      |      |      |      | ES   | EO   |      | EG   |      | EG   |      |      |      | 7     |
| Portugalia   |      |      |      |      |      |      |      | 3rd  |      |      |      |      | EG   |      |      |      | EG   | 4th  | EG   | 5     |
| Croația†     |      |      |      |      |      |      |      |      |      |      |      |      |      |      |      | 3rd  | EG   | EG   |      | 3     |
| Danemarca    |      |      |      |      |      |      |      |      |      |      |      |      | EO   |      |      | ES   | EO   |      | EG   | 4     |
| Norvegia     |      |      | EG   |      |      |      |      |      |      |      |      |      |      |      | EG   | EO   |      |      |      | 3     |
| Turcia       |      |      |      |      | EG   |      |      |      |      |      |      |      |      |      |      |      | 3rd  |      |      | 2     |
| Israel*      |      |      |      |      |      |      |      |      | EG   |      |      |      |      |      |      |      |      |      |      | 1     |
| Slovenia †   |      |      |      |      |      |      |      |      |      |      |      |      |      |      |      |      | EG   |      | EO   | 2     |
| Grecia       |      |      |      |      |      |      |      |      |      |      |      |      |      |      | EG   |      |      |      | EG   | 1     |
| Ucraina‡     |      |      |      |      |      |      |      |      |      |      |      |      |      |      |      |      |      | ES   |      | 1     |
| Țara Galilor |      |      |      |      |      | ES   |      |      |      |      |      |      |      |      |      |      |      |      |      | 1     |

1  Made 8 appearances as  Iugoslavia+ from 1930 to 1990, 1 as  Yugoslavia FR+ from 1994 to 2002, and 1 as  Serbia & Montenegro+ in 2006

2  Made 8 appearances as  Cehoslovacia+ from 1930 to 1994

3  Made 7 appearances as  Uniunea Sovietică+ from 1930 to 1990

4  Was part of  Iugoslavia+ from 1930 to 1990

5  Was part of  Uniunea Sovietică+ from 1930 to 1990

*  Israel qualified as a member of AFC

+  team and national federation no longer exist
Serbia to carry Serbia and Montenegro, Yugoslavia FR, and Yugoslavia's records; Czech Republic to carry Czechoslovakia's record; and Russia to carry USSR's record.
- Montenegro applied for membership in UEFA and FIFA on 30 June 2006, was admitted to UEFA on 26 January 2007, and was admitted to FIFA on 31 May 2007.

Women's Qualifiers 
16 participări
- Germania (10 ca  Germania Vest)
- Italia

12 participări
- Anglia
- Franța
- Spania

11 participări
- Belgia
- Suedia

10 participări
- Serbia (8 ca  Jugoslavia, 1 ca  Republica Federală Jugoslavă, 1 ca  Serbia și Muntenegro)

9 participări
- Republica Cehă (8 ca  Cehoslovacia)
- Rusia (7 ca  URSS)
- Ungaria

8 participări
- Elveția
- Țările de Jos
- Scotia

7 participări
- Austria
- Bulgaria
- Polonia
- România

4 participări
- Portugalia

3 participări
- Croația
- Danemarca
- Irlanda
- Irlanda de Nord
- Norvegia

2 participări
- Turcia

1 participări
- Țara Galilor
- Grecia
- Israel (ca membru AFC)
- Slovenia
- Ucraina

## Președinții UEFA
| An        | Peședinte         |
| --------- | ----------------- |
| 1954→1962 | Ebbe Schwartz     |
| 1962→1972 | Gustav Wiederkehr |
| 1972→1983 | Artemio Franchi   |
| 1983→1990 | Jacques Georges   |
| 1990→2007 | Lennart Johansson |
| 2007→2016 | Michel Platini    |
| 2016      | Aleksandr Cefěrin |